# Ла-Курон (Шаранта)
Ла-Куро́н (фр. La Couronne) — коммуна во Франции, находится в регионе Пуату — Шаранта. Департамент — Шаранта. Главный город кантона Ла-Курон. Округ коммуны — Ангулем.
Код INSEE коммуны — 16113.
Коммуна расположена приблизительно в 400 км к юго-западу от Парижа, в 110 км южнее Пуатье, в 7 км к юго-западу от Ангулема.

## Население
Население коммуны на 2008 год составляло 7013 человек.
| 1962 | 1968 | 1975 | 1982 | 1990 | 1999 | 2008 |
| ---- | ---- | ---- | ---- | ---- | ---- | ---- |
| 5257 | 5394 | 5901 | 6076 | 6295 | 6857 | 7013 |

## Климат
Климат океанический. Ближайшая метеостанция находится в городе Коньяк.
| Показатель                        | Янв. | Фев. | Март | Апр. | Май  | Июнь | Июль | Авг. | Сен. | Окт. | Нояб. | Дек. | Год   |
| --------------------------------- | ---- | ---- | ---- | ---- | ---- | ---- | ---- | ---- | ---- | ---- | ----- | ---- | ----- |
| Средний суточный максимум, °C     | 8,7  | 10,5 | 13,1 | 15,9 | 19,5 | 23,1 | 26,1 | 25,4 | 23,1 | 18,5 | 12,4  | 9,2  | 17,7  |
| Средняя температура, °C           | 5,4  | 6,7  | 8,5  | 11,1 | 14,4 | 17,8 | 20,2 | 19,7 | 17,6 | 13,7 | 8,6   | 5,9  | 12,5  |
| Средний суточный минимум, °C      | 2,0  | 2,8  | 3,8  | 6,2  | 9,4  | 12,4 | 14,4 | 14,0 | 12,1 | 8,9  | 4,7   | 2,6  | 7,8   |
| Норма осадков, мм                 | 80,4 | 67,3 | 65,9 | 68,3 | 71,6 | 46,6 | 45,1 | 50,2 | 59,2 | 68,6 | 79,8  | 80,0 | 783,6 |
| Источник: Relevé météo des Cognac |      |      |      |      |      |      |      |      |      |      |       |      |       |

## Администрация
| Период | Период | Фамилия          | Партия                                                               | Примечания               |
| ------ | ------ | ---------------- | -------------------------------------------------------------------- | ------------------------ |
| 1983   | 2001   | Бернар Деборд    | Социалистическая партия (1983—1995) Гражданское движение (1995—2001) | член генерального совета |
| 2001   | 2008   | Бернар Созе      | Разные левые                                                         |                          |
| 2008   | 2014   | Жан-Франсуа Доре | Социалистическая партия                                              | член генерального совета |

## Экономика
В 2007 году среди 4822 человек в трудоспособном возрасте (15—64 лет) 3286 были экономически активными, 1536 — неактивными (показатель активности — 68,1 %, в 1999 году было 67,2 %). Из 3286 активных работали 2897 человек (1542 мужчины и 1355 женщин), безработных было 389 (168 мужчин и 221 женщина). Среди 1536 неактивных 663 человека были учениками или студентами, 442 — пенсионерами, 431 были неактивными по другим причинам.

## Достопримечательности
- Аббатство Нотр-Дам[фр.] (XII—XIII века). Исторический памятник с 1904 года[3]
- Церковь Св. Иоанна Крестителя (XI—XII века). Исторический памятник с 1903 года[4]
  - Бронзовый колокол (1657 год). Исторический памятник с 1944 года[5]
- Замок Уазельри[фр.] (XVI век). Исторический памятник с 1911 года[6]
  - Солнечные часы (XVII—XVIII века). Исторический памятник с 1983 года[7]
- Бумажная фабрика[фр.] (1837 год). Исторический памятник с 2009 года[8]

## Фотогалерея

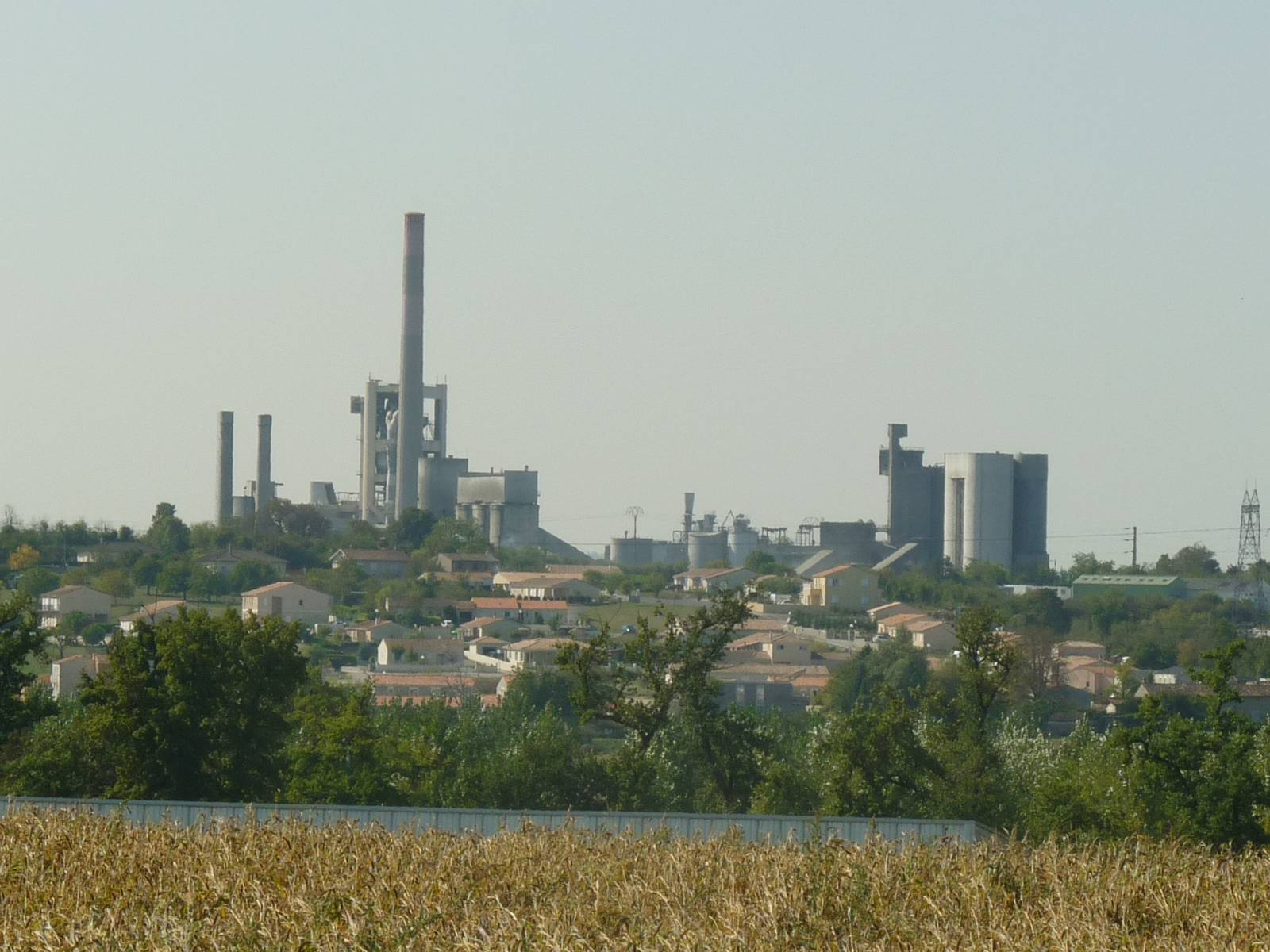
Ла-Курон
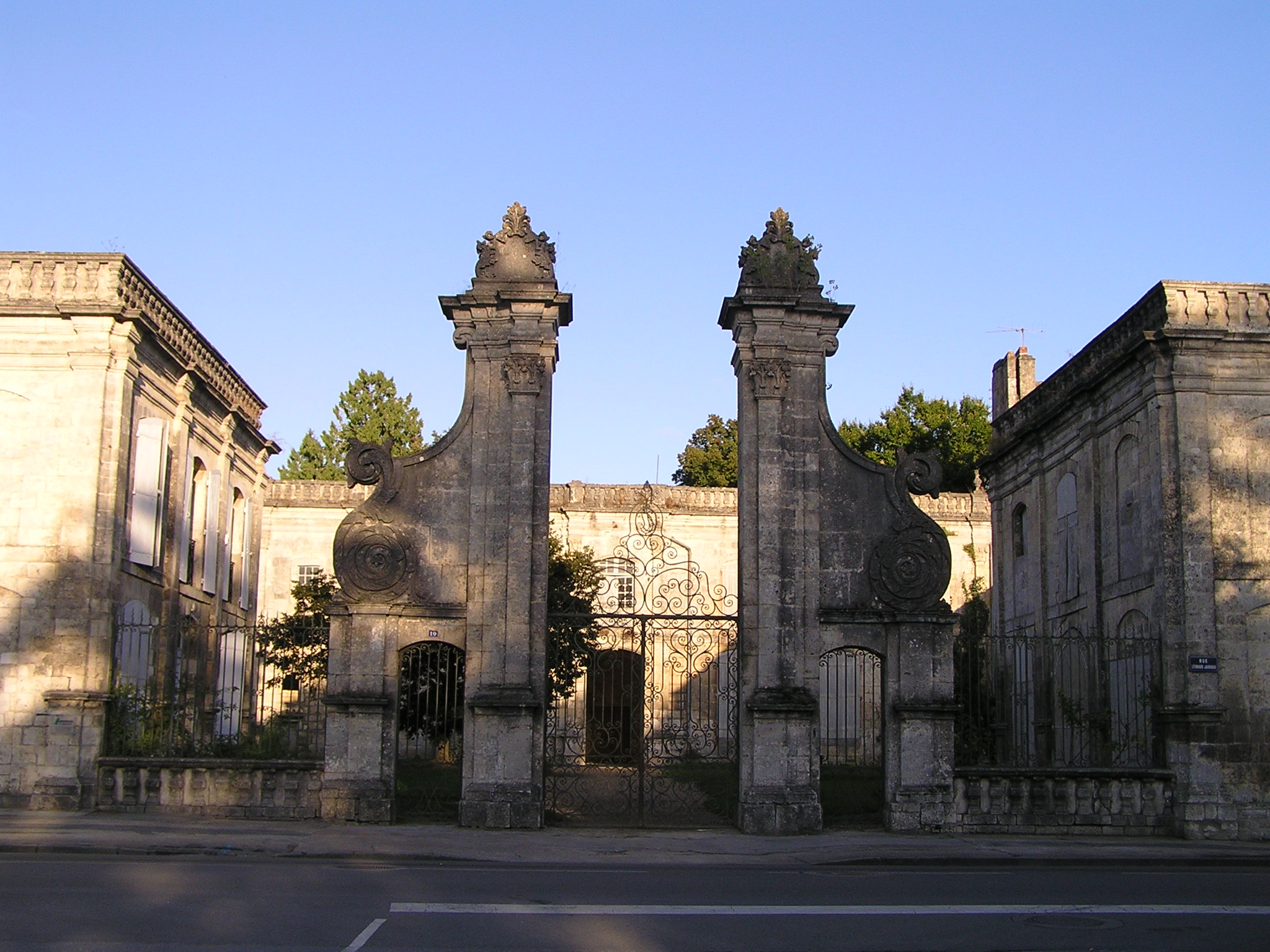
Аббатство Нотр-Дам
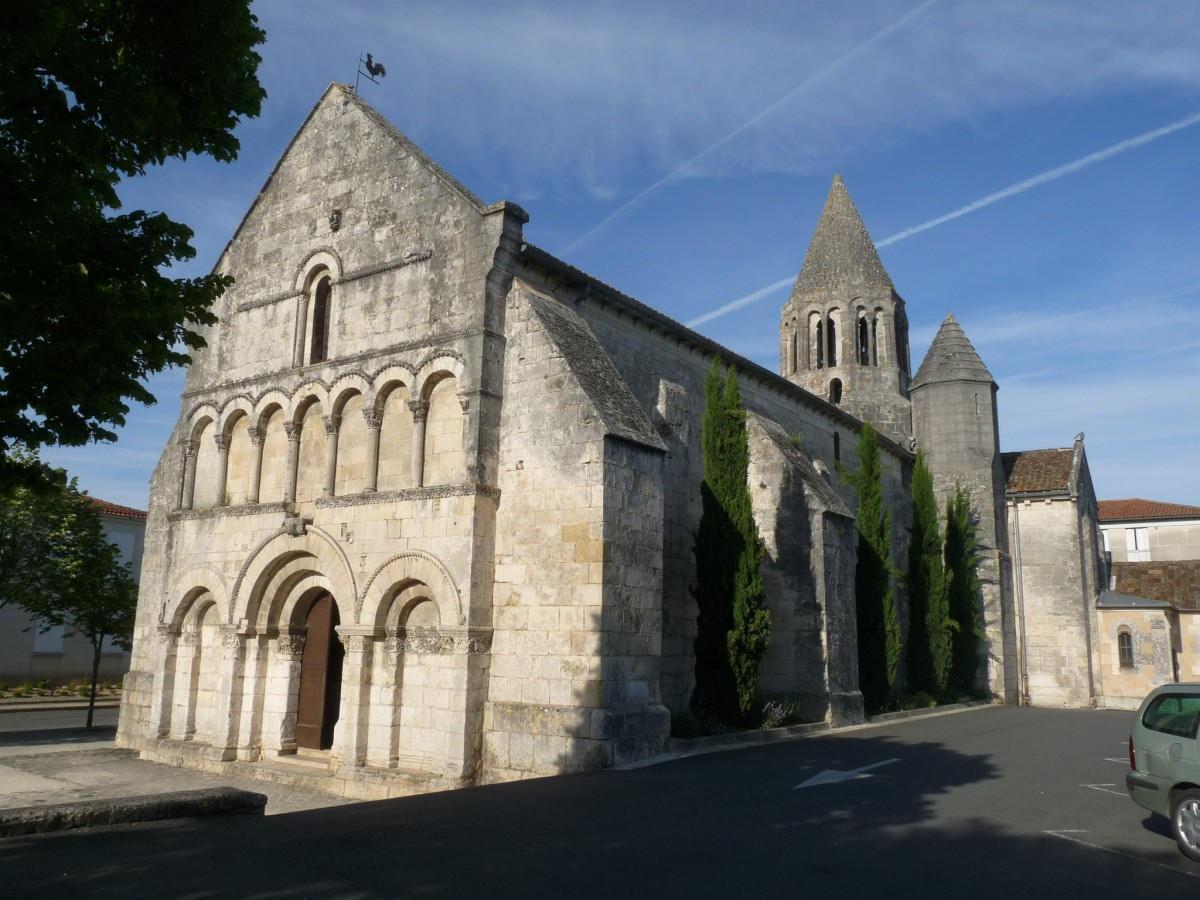
Церковь Св. Иоанна Крестителя
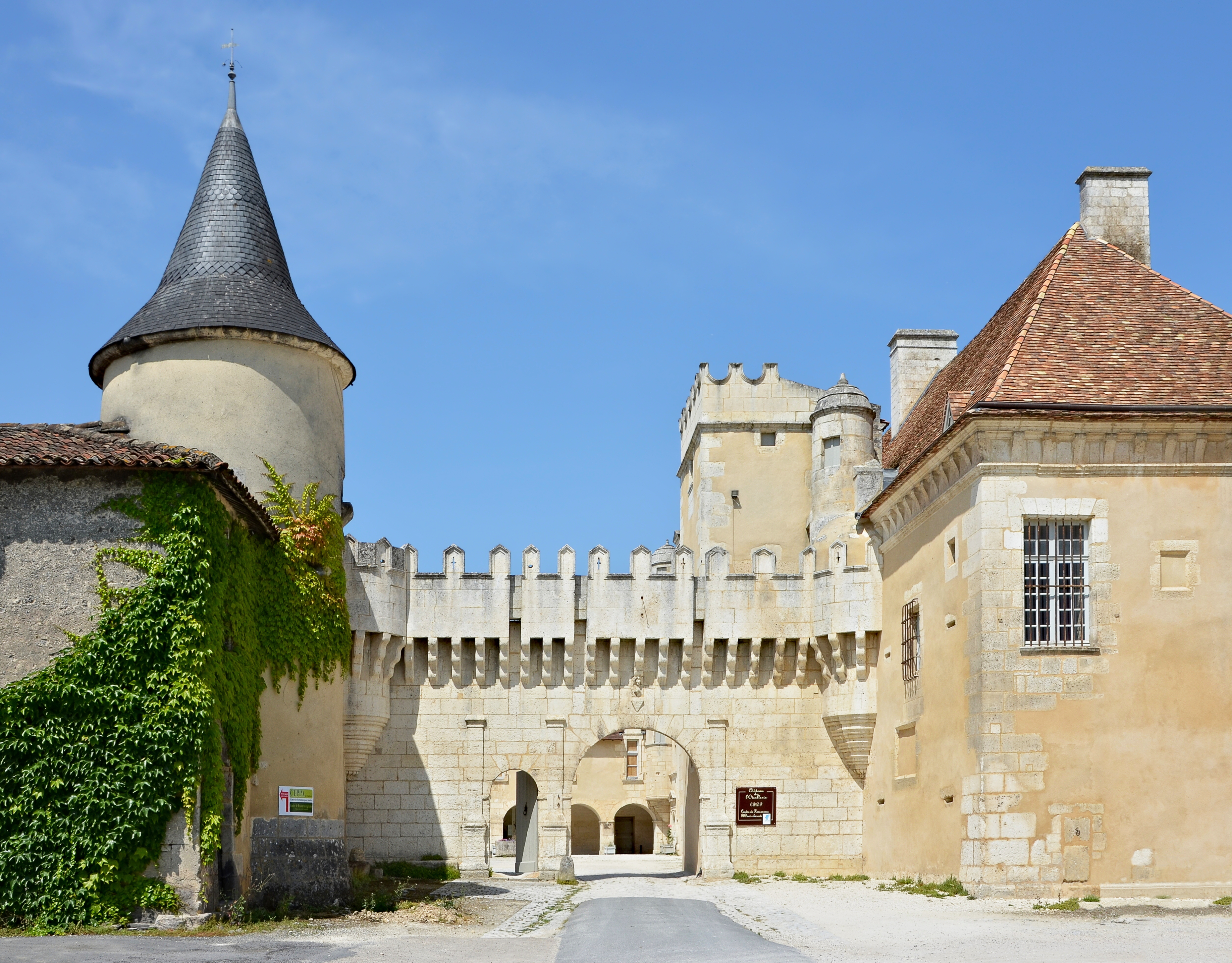
Замок Уазельри
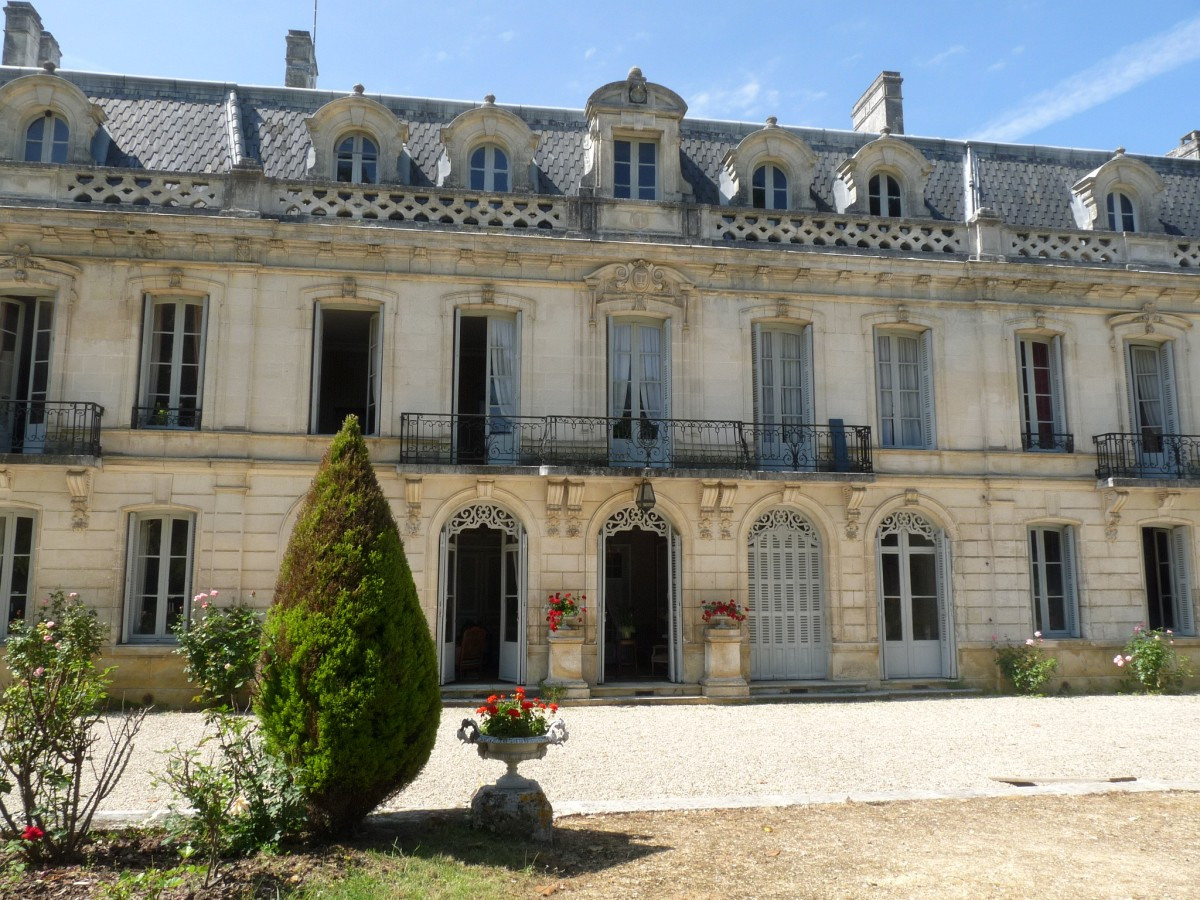
Бумажная фабрика
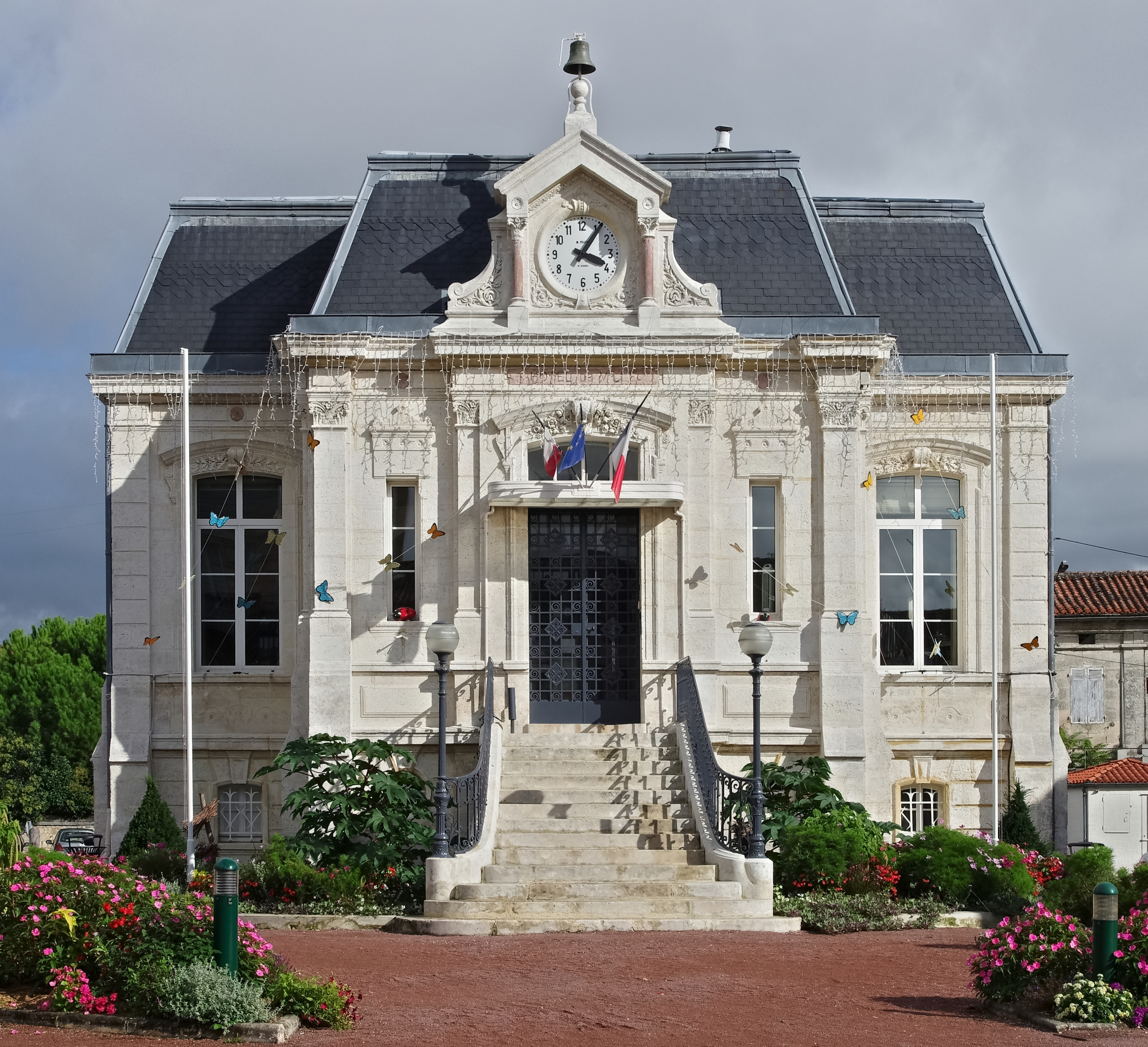
Мэрия